# Malcolm Klassen
Malcolm Klassen est un boxeur sud-africain né le 3 décembre 1981 à Hammanskraal.

## Carrière
Champion d'Afrique du Sud des poids plumes en 2005 et 2006, il devient champion du monde des poids super-plumes IBF le 4 novembre 2006 en battant aux points par décision partagée Gairy St. Clair.
Il perd cette ceinture dès le combat suivant le 20 avril 2007 face à son compatriote Mzonke Fana puis la regagne le 18 avril 2009 en détrônant au 7e round Cassius Baloyi. Le 22 août, il s'incline à nouveau dès sa première défense de titre contre l'américain Robert Guerrero.